# Mestre Saúba
Antônio Elias da Silva (Pombos, 10 de março de 1954) popularmente conhecido como Mestre Saúba, foi um artista, escultor, dançarino e escritor brasileiro. Foi considerado um dos melhores artesãos e seu trabalho dedicado aos brinquedos populares o levou a ser convidado para o Programa Artesanato Solidário (2004 e 2005), abrindo mercado em outros estados do país. Participante da Feira Nacional de Negócios de Artesanato (Fenearte) há três anos, Saúba foi reconhecido como artesão pernambucano em 2016, sendo convidado a integrar a Alameda dos Mestres na 17ª edição da feira, vencendo aquela edição.

## Biografia
Antônio nasceu no município de Pombos, em 10 de março de 1954. Seus pais eram agricultores e, como toda criança que nasce e cresce na roça, não demorou muito para que suas mãozinhas estivessem na lida da enxada. A dificuldade do trabalho no campo crescia proporcional à sua força de menino. Limpou mato, alimentou bichos, cortou cana e aos 14 já carregava uma Maria Fumaça com grandes transportes da cana. A dureza da rotina no campo, que retirou-lhe o direito básico de ir à escola, pelo menos não destruiu a necessidade do brincar e do encantamento.